# Lijst van vrouwelijke dammers
Dit is een lijst van damsters die op de Nederlandstalige Wikipedia staan, aangevuld met damsters die daarvoor in aanmerking komen.

## A
- Elena Altsjoel

## C
- Tanja Chub

## D
- Denise van Dam
- Vitalia Doumesh

## F
- Darja Fedorovitsj
- Olga Fedorovitsj

## G
- Zoja Golubeva

## H
- Nina Hoekman

## I
- Aigul Idrisova

## K
- Olga Kamychleeva

## L
- Olga Levina
- Karen van Lith

## M
- Ludmilla Meijler-Sochnenko
- Jelena Michailovskaja
- Viktoria Motritsjko
- Matrena Nogovitsyna

## S
- Natalia Sadowska
- Ewa Schalley
- Ayyyna Sobakina

## T
- Tamara Tansykkoezjina
- Laura Timmerman
- Daria Tkatsjenko

## V
- Heike Verheul

## W
- Erna Wanders